# Německé volby do národního shromáždění 1919

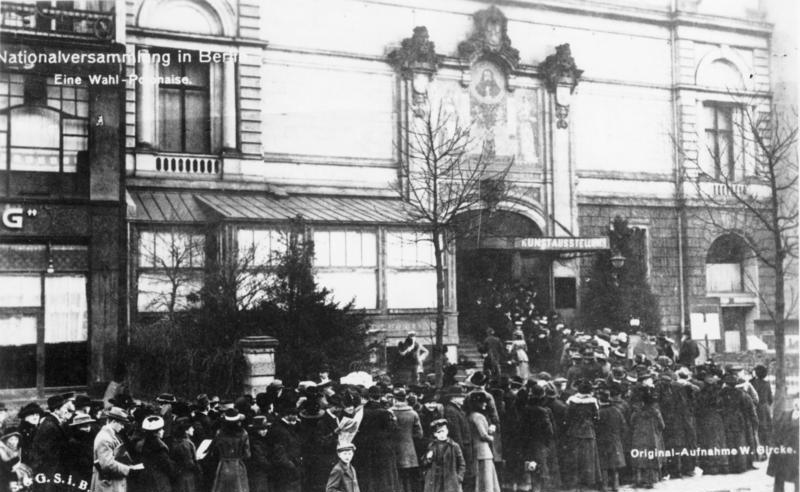
Volební fronta v Berlíně

Německé federální volby konané 19. ledna 1919 byly prvními volbami konanými po tzv. Listopadové revoluci, kdy byla v Německu svržena monarchie na nastolena Výmarská republika. Vládnoucí Rada lidových představitelů měla být nahrazena demokraticky zvolenou vládou. Z voleb vyšla vítězně suverénní Sociálnědemokratická strana Německa, která ale nedosáhla na většinu ve sněmu, a tak vznikla koaliční vláda sociálních demokratů, katolického Centra a liberálních německých demokratů, která se dále nazývala Výmarská koalice.

## Předcházející události
Na konci první světové války došlo v Německém císařství k vlně revolucí, které měly za následek zhroucení monarchie. Císař Vilém II. abdikoval 9. listopadu 1918 a ve stejný den předal kancléř Maxmilián Bádenský vládu do rukou vůdce umírněných sociálních demokratů Friedricha Eberta. Nový kancléř do dočasné vlády zahrnul i zástupce radikální Nezávislé sociálnědemokratické strany, a tak vznikla Rada lidových představitelů. Její představitelé 11. listopadu 1918 podepsali příměří z Compiègne, čímž ukončili první světovou válku. Den nato vydala vláda prohlášení, které uvolnilo politickou situaci v zemi. V platnost vešla svoboda shromažďování, svoboda projevu, zrušení cenzury a amnestie politických vězňů. Následně byl pověřen Hugo Preuß sepsáním nové ústavy (tzv. Výmarské ústavy).
O Vánocích 1918 proběhly v Berlíně první násilné střety (Vánoční povstání) v dosud poklidné revoluci. Nespokojení námořníci se střetli s armádou u berlínského Městského zámku a boje po sobě zanechaly 34 mrtvých. Po potlačení povstání opustili radu 29. prosince 1918 zástupci USPD a na jejich místa zasedli sociální demokraté. Vznikla Říšská národní vláda, která rozhodla o uspořádání demokratických voleb do říšského směnu na 19. leden 1919. Situace se ale dále radikalizovala, přičemž 31. prosince vznikla Komunistická strana Německa a 5. ledna 1919 vypuklo v Berlíně povstání spartakovců, kdy se radikální levice (nezávislí sociální demokraté a komunisté) pokusila svrhnout vládu sociálních demokratů. Ministr obrany Gustav Noske ale proti němu poslal jednotky Freikorps, které povstání utopily v krvi a jeho vůdce popravily. Stejný scénář se opakoval v Brémách, kde byla pomocí Freikorps potlačena Brémská republika rad. Volby se konaly na pozadí velkého politického napětí a nejistoty.

### Volební systém
Podle volebního zákona z 30. listopadu 1918 byly volby rovné, tajné a přímé a poprvé měli právo volit ženy a vojáci. Pro jednotky, které se postupně navracely z Východní fronty, byl uspořádán druhý termín voleb a to 2. února 1919. Věk potřebný k hlasování byl snížen z původních 25 let na 20 let a tím výrazně stoupl počet oprávněných voličů. Zajímavostí je, že mohli volit i rakouští občané, a naopak v Rakousku mohli volit i němečtí občané. Předpokládalo se, že se nakonec Rakousko připojí k nově vzniklé Výmarské republice. Volby se naopak nekonaly v Alsasku-Lotrinsku, které obsadila Francie a ve většině Poznaňska, které díky Velkopolskému povstání měli v držení Poláci. Taktéž v německých koloniích volby neproběhly, jelikož již byly pod správou dohodových států.

### Předvolební politické spektrum
Za favority voleb byli považováni sociální demokraté (SPD), kteří se stali nejsilnější stranou ve sněmu v posledních předválečných volbách v roce 1912. V roce 1914 podpořila strana vstup Německa do války a tím se prohloubil rozkol mezi křídlem pacifistů a revizionistů. Po bolševické revoluci v Rusku opustili stranu v dubnu 1917 radikální členové a založili Nezávislou sociálně demokratickou stranu (USPD). Obě strany šly do voleb nezávisle. Komunisté (KPD) se na základě rozhodnutí svých delegátů voleb neúčastnili.
Strana Centrum (Z), která byla v roce 1912 druhou nejsilnější stranou, zastávala především zájmy německých katolíků a to od dělníků, přes střední třídu až po šlechtu. Po vyhlášení republiky v Německu se strana rozdělila na konzervativní křídlo, které odmítalo revoluci, a levicovou část, která se ke vzniku republiky a prosazování demokracie stavěla otevřeně. Strana šla do voleb proti sociálním demokratům, kteří se neúspěšně pokusili v listopadu 1918 o zabavení církevního majetku a o zákaz vyučování náboženství na školách. Při rozkolu ve straně se v listopadu 1918 odštěpila od Centra Bavorská lidová strana (BVP), jejíž zástupci se obávali jednak prosazení levicového křídla strany a centralistických tendencí ve straně. BVP v porovnání s Centrem zastávala mnohem konzervativnější politiku.
Německá demokratická strana (DDP), která se řadila k liberálně levicovým stranám byla založena v listopadu 1918. Její členové přivítali konec monarchie, prosazovali budování demokratické republiky a odmítali diktaturu jak zleva tak zprava. Od sociální demokratů distancovali jako ochránci soukromého majetku. Mezi její voliče patřili liberální dělníci, střední třída a část intelektuálů. Z předválečných dob převzala strana voliče převážně od Pokrokové lidové strany a části Národní liberální strany. Skutečný odkaz zmíněných národních liberálů přešel na Německou lidovou stranu (DVP), kterou spoluzaložil Gustav Stresemann. Strana byla více pravicová než DDP, zdůrazňovala národní postoje a většina členů nesla velice těžce zánik Německé říše. Její voliči se rekrutovali z řad samovýdělečně činných osob v obchodu, průmyslu a řemeslu. Zcela odmítali jakoukoliv formu socialismu a prezentovali se jako ochránci soukromého majetku. Radikální pravici reprezentovala Německá národně lidová strana (DNVP), která navázala na tradici předválečné Německé vlastenecké strany, Německé konzervativní strany a Svobodné konzervativní strany. Mezi voliče patřili kromě konzervativců i nacionalisté, křesťanští socialisté či antisemité. Jasně nejsilnější byla strana v pruských protestantských oblastech na východ od Labe.
Před volbami založili němečtí průmyslníci vedení Karlem Fridrichem von Siemens Kuratorium pro obnovu německého hospodářství, které poskytlo 4,8 miliónu marek politickým stranám na kampaň. Němečtí demokraté dostali jeden milión marek, lidovci z DVP a konzervativci z DNVP po půl miliónu marek. Kuratorium mělo zajistit, aby se do směnu dostaly strany, které budou pracovat pro blaho německého hospodářství.

## Volební výsledky ve Výmarské republice

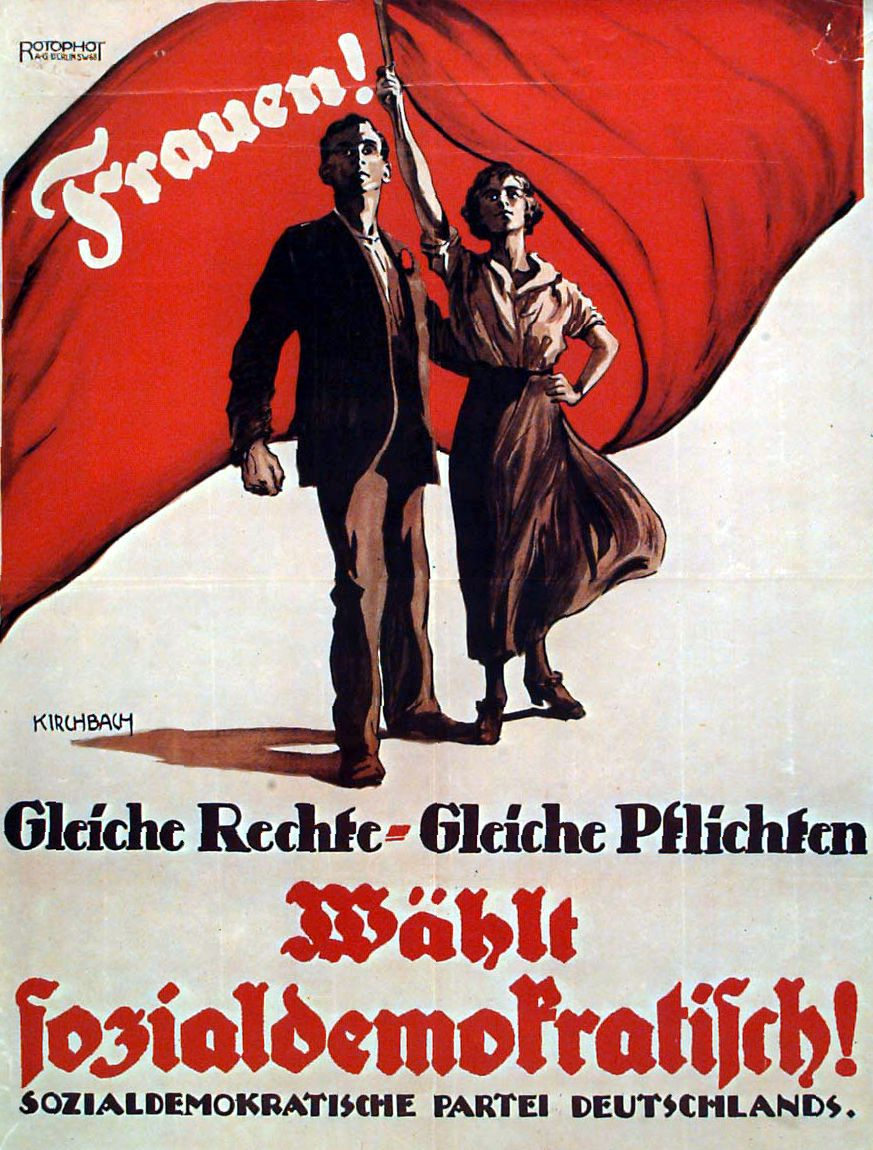
Volební plakát sociálních demokratů cílený na ženy s nápisem: Ženy! Stejná práva - stejné povinnosti

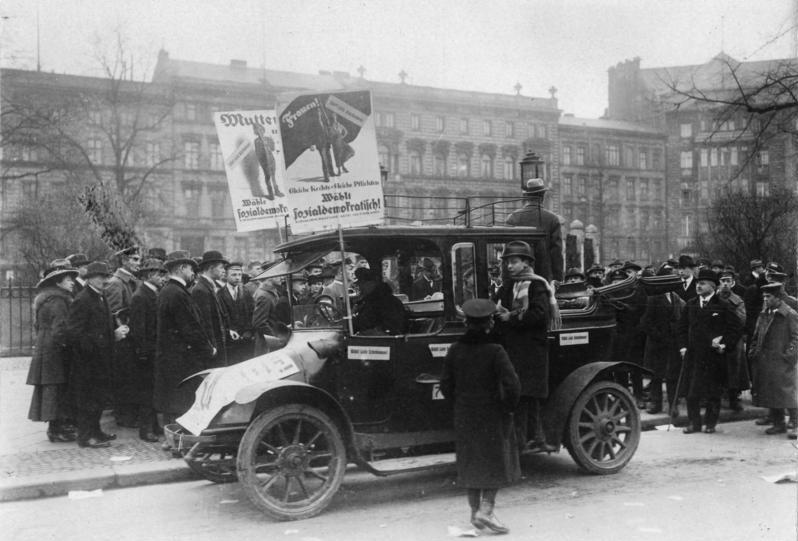
Volební kampaň sociálních demokratů

Podle očekávání vyhráli volby sociální demokraté s 37,9 % hlasů. Pokud přičteme k jejich ziskům i 7,6 % nezávislých sociálních demokratů, tak levice získala téměř o 10 % hlasů více než ve volbách v roce 1912. Výrazně posílili i levicoví liberálové z Německé demokratické strany, kteří získali 18,6 %. Předchůdce německých demokratů Pokroková lidová strana získala v roce 1912 12,3 %. Katolické strany (Centrum, BVP) si udržely své předválečné pozice. Naopak pravice vyšla z voleb jako jasně poražená. Konzervativci z DNVP ztratili téměř 5 % hlasů a pravicoví liberálové z DVP získali pouhých 4,4 %.
Z geografického hlediska měli sociální demokraté nejsilnější pozice ve středním a severním Německu. Ve volebním okrsku Magdeburg získali dokonce 58,3 % hlasů. SPD slavila úspěch i v regionech na východ od Labe, kde se jim následně nikdy nepodařilo uspět. Nezávislým demokratům se je podařilo porazit ve dvou okrscích a to v Lipsku a Merseburgu. Katolické strany byly tradičně úspěšné v katolických oblastech na jihu Německa (Bavorsko, Bádensko) v Porýní a Horním Slezsku. Konzervativci uspěli pouze v tom, co zbylo Německu z původního Poznaňska, které bylo z většiny v polských rukou. Později se toto území přejmenovalo na Hraniční marku Poznaňsko - Západní Prusko.
Druhý termín voleb pro vojáky z východní fronty (bylo jich přes 13 300) vyzněl taktéž jednoznačně pro sociální demokraty, kteří získali dva mandáty navíc.
| Politická strana | Politická strana                                              | Hlasy v % | Mandáty |
| ---------------- | ------------------------------------------------------------- | --------- | ------- |
|                  | Sociálnědemokratická strana Německa (SPD)                     | 37,9%     | 163     |
|                  | Centrum (Z)                                                   | 19,7%     | 91      |
|                  | Německá demokratická strana (DDP)                             | 18,6%     | 75      |
|                  | Německá národně lidová strana (DNVP)                          | 10,3%     | 44      |
|                  | Nezávislá sociálně demokratická strana Německa (USPD)         | 7,6%      | 22      |
|                  | Německá lidová strana (DVP)                                   | 4,4%      | 19      |
|                  | Bavorský rolnický svaz (BB)                                   | 0,9%      | 4       |
|                  | Německo-hannoverská strana (DHP)                              | 0,2%      | 1       |
|                  | Šlesvicko-Holštýnští zemědělci a zemědělští demokraté (SHBLD) | 0,2%      | 1       |
|                  | Brunswické státní sdružení                                    | 0,2%      | 1       |
|                  | Ostatní                                                       | 0,0%      | 0       |
| Celkem           | Celkem                                                        | 100,0%    | 423     |

### Volební výsledky hlasujících vojáků z Východní fronty
| Politická strana | Politická strana                                      | Hlasy v % | Mandáty |
| ---------------- | ----------------------------------------------------- | --------- | ------- |
|                  | Sociálnědemokratická strana Německa (SPD)             | 60,0 %    | 2       |
|                  | Nezávislá sociálně demokratická strana Německa (USPD) | 15,0 %    | 0       |
|                  | Německá demokratická strana (DDP)                     | 12,9 %    | 0       |
|                  | Nestranická kandidátka                                | 10,7 %    | 0       |
|                  | Německá lidová strana (DVP)                           | 0,6 %     | 0       |
|                  | Německá národně lidová strana (DNVP)                  | 0,5 %     | 0       |
|                  | Centrum (Z)                                           | 0,3 %     | 0       |
| Celkem           | Celkem                                                | 100,0%    | 2       |

## Sestavování vlády
Nově zvolené Národní shromáždění se poprvé sešlo 6. února 1919 v politicky klidném Výmaru. Shromáždění schválilo 10. února 1919 tzv. Zákon o prozatímní říšské moci, který oficiálně změnil německý stát z monarchie na republiku. Definitivně byla změna potvrzena vydáním nové ústavy v srpnu 1919. Friedrich Ebert byl 11. února 1919 zvolen říšským prezidentem a ve stejný den byl sociální demokrat Scheidemann pověřen sestavením vlády (více: Vláda Philippa Scheidemanna). Koalice obou sociálně demokratických stran byla kvůli vzájemných antipatiím vyloučena. Vznikla nakonec vláda sociálních demokratů, německých demokratů a katolíků z Centra, která se následně označovala jako Výmarská koalice.

### Přehled vlád
- Kabinet P. Scheidemanna (SPD) - koalice SPD, Centrum, DDP (13. únor 1919 — 20. červen 1919)
- Kabinet G. Bauera (SPD) - koalice SPD, Centrum, DDP (21. červen 1919 — 27. březen 1920)
- Kabinet H. Müllera (SPD) - koalice SPD, Centrum, DDP (27. březen 1920 — 21. červen 1920)